# Doug Gurr
Doug Gurr, född i juni 1964, är en brittisk affärsman och sedan 2020 chef för Natural History Museum.

## Biografi
Gurr har bland annat arbetat för McKinsey & Company och varit styrelseordförande för Asda.
Han anställdes av Amazon 2011 där han var landsansvarig för Kina 2011–2014 och för Storbritannien 2014–2020.
I juni 2020 meddelades att Gurr skulle utsetts till chef för Natural History Museum med tillträde senare under året.
År 2021 hade han också en post inom Storbritanniens hälso- och socialdepartement.